# Cloverdale (Indiana)
Cloverdale é uma cidade  localizada no estado americano de Indiana, no Condado de Putnam.

## Demografia
Segundo o censo americano de 2000, a sua população era de 2243 habitantes.
Em 2006, foi estimada uma população de 2241, um decréscimo de 2 (-0.1%).

## Geografia
De acordo com o United States Census Bureau tem uma área de
9,2 km², dos quais 9,0 km² cobertos por terra e 0,2 km² cobertos por água. Cloverdale localiza-se a aproximadamente 204 m acima do nível do mar.

## Localidades na vizinhança
O diagrama seguinte representa as localidades num raio de 24 km ao redor de Cloverdale.